# Řetězový most

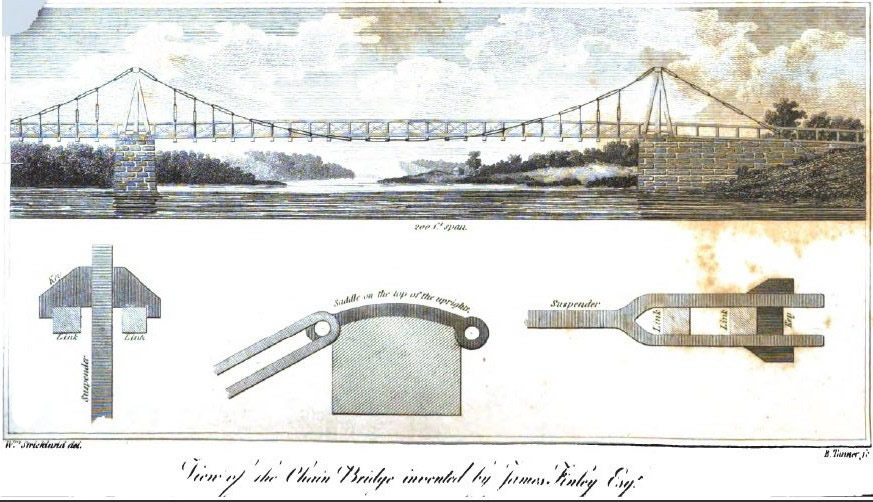
Řetězový most, James Finley, Filadelfie, 1810

Řetězový most je visutý most zavěšený na řetězech. Na prohnutém řetězu, který má geometrický tvar paraboly (nikoliv řetězovky), jsou v pravidelných intervalech na táhlech zavěšeny trámy, které tvoří základ nosné konstrukce mostovky. Typický empírový řetězový most měl řetězy zavěšeny na kamenných věžích s průjezdy (pylonech), které svým tvarem připomínaly vítězný oblouk. Pozdější visuté mosty mají pracné a nákladné řetězy nahrazeny kabely ze splétaných ocelových lan.
Významným stavitelem těchto mostů byl Bedřich Schnirch, rodák z Lounska. 
Dne 21. června 1859 bylo uděleno císařské privilegium pro vynález metody výroby řetězových mostů Carlu Elbertzhahenovi.

## Vybrané řetězové mosty

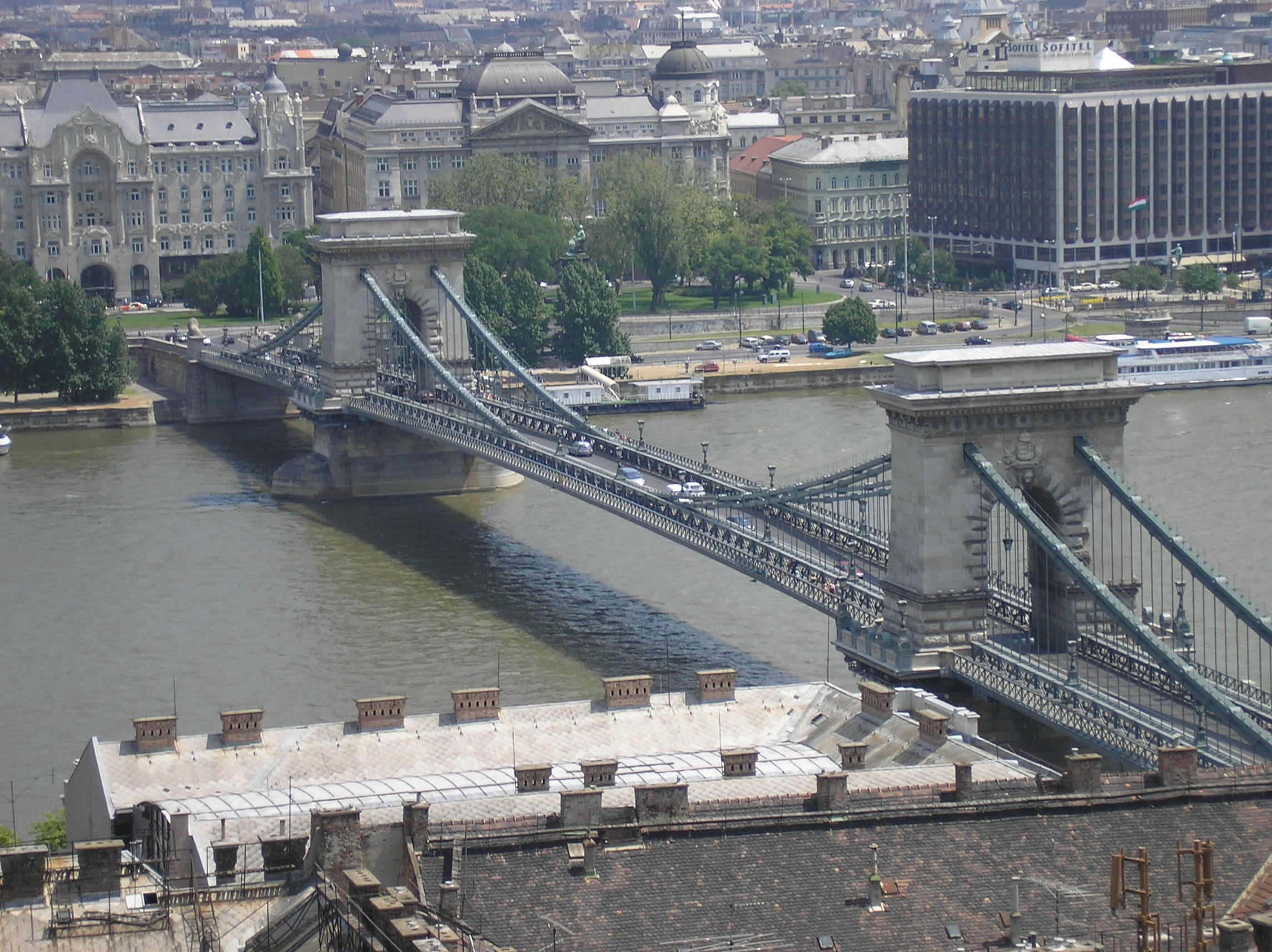
Széchenyi Lánchíd (Řetězový most) v Budapešti

- Union Bridge, 1820 – řetězový most na hranici Anglie a Skotska, první v Evropě
- Sophienbrücke, 1825 – řetězová lávka ve Vídni
- Széchenyi lánchíd, rok 1849 – první most přes Dunaj v Budapešti

### Česko
- Řetězový most ve Strážnici, 1824 – první řetězový most na evropském kontinentu
- Řetězový most v Žatci, 1827 – první řetězový most v Čechách, v době svého vzniku nejdelší v Evropě
- Řetězový most v Jaroměři, 1831
- Řetězová lávka v Děčíně, 1831
- Most císaře Ferdinanda v Lokti, 1835 – nejvyšší řetězový most v Česku
- Most císaře Františka I., 1841 – první řetězový most v Praze, přes Vltavu, v místech dnešního mostu Legií
- Řetězový most ve Strakonicích, 1842
- Řetězový most v Poděbradech, 1842
- Podolský most, 1848, po přemístění dochován jako Stádlecký most – poslední dochovaný empírový řetězový most v České republice
- Řetězový most v Postoloprtech, 1853
- Most císařovny Alžběty v Děčíně, 1855
- Most císaře Františka Josefa I. (Eliščin most), 1868 – bývalý řetězový most v Praze, přes Vltavu, v místech dnešního Štefánikova mostu
- Rudolfova lávka, 1869 – bývalá lávka přes Vltavu v Praze, poblíž pozdějšího Mánesova mostu.